# Булевар Арсенија Чарнојевића
Булевар Арсенија Чарнијевића је улица која се налази на Новом Београду.
Почиње од моста Газела а завршава код Студентског града (Нови Београд).
Булевар Арсенија Чарнојевића се укршта са улицама Бродарска, Владимира Поповића, Милентија Поповића, Антифашистичке борбе, Шпанских бораца, Омладинских бригада, Булеваром уметности, улицама Народних хероја и Тошин Бунар.
До 1992. године Булевар Арсенија Чарнојевића се звао Други булевар..

## Арсеније III Чарнојевић
Арсеније III Црнојевић (слсрп. Арсенїй Чарноевичь, лат. Arsenius Csernovich; 1633, Бајице — Беч, 27. октобар 1706) је био архиепископ пећки и патријарх српски од 1674. до 1690. године (под турском влашћу) и потом црквени поглавар православних Срба у Хабзбуршкој монархији од 1690. до 1706. године. На основу привилегија које је добио за српски народ од Леополда I (1690, 1691. и 1695) извршио је прву организацију Српске цркве на подручју Аустријског царства.

## Саобраћај
Кроз Булевар Арсенија Чарновијевића саобраћају аутобуси
- линија 17: Коњарник - Горњи град (Земун).[3]
- линија 18: Медаковић - Земун.[4]
- линија 601: Сурчин - Савски трг.[5]
- линија 607: Павиљони - Сурчин.[6]
- линија 611: (Кеј Ослобођења) Земунски кеј - Добановци.[7]
- линија 70: Бежанијска коса - ИКЕА.[8]
- линија 711: Павиљони - Угриновци.[9]
- линија 74: Бежанијска Коса - Миријево.[10]
- линија 88: Земун - Железник.[11]

и ноћна линија:
- линија 601н: Савски трг - Сурчин - Бечмен - Јаково - Добановци.[12]

У Улици Булевар Арсенија Чарнојевића се налазе објекти:
- Дечији вртић Лане
- Комбанк арена
- Кошаркашки клуб Радивоје Кораћ

И велики број услужних, занатских и пословних објеката.